# Dokupil István
Dokupil István (1908 – ?) költő, lapszerkesztő.

## Élete
Dokupil Ede és Táncos Berta (1873?–1936) fia.
Az 1940-es évek elején a Kassai Kereskedelmi és Iparkamara Kereskedelmi Osztályának tagja. Kassán élt, majd 1947-ben áttelepítették Sopronba.
A Kazinczy Társaság titkára volt. A Kassán megjelenő A Hét felelős szerkesztője, illetve a Prágai Magyar Hírlap munkatársa volt. A Magyar Írásban is jelentek meg versei.
1936-ban megnyerte a Csehszlovákiai Magyar Dalosszövetség jeligepályázatát.

## Művei
- 1930 22 éves vagyok
- 1932 Kell a szó